# 미토 점령
미토 점령(Prise de Mỹ Tho)은 1861년 4월 12일 코친차이나 원정에서 중요한 승리를 거둔 전투였다. 프랑스와 스페인 동맹군과 베트남이 사이에 벌어진 전투는 징벌적 원정으로 시작하여 프랑스의 베트남 정복으로 끝났다. 이 전쟁은 코친차이나에 프랑스령 식민지를 만들고, 베트남에서 1세기에 걸친 프랑스령 인도차이나 점령으로 진행되는 결과로 끝났다.

## 배경
다낭과 사이공에서의 프랑스와 스페인의 초반 승리 이후, 코친차이나 전역은 1860년에 답보상태에 이르렀다. 1860년 3월, 동맹국은 투란(다낭의 당시 이름)으로 피했다. 동시에 그들은 1859년 2월 17일 차를 리고 드 주누이 제독의 프랑스 – 스페인 원정대에 의해 함락된 사이공에 포위되었다. 1860년 주도권을 되찾기 위해 프랑스 원정대에 대규모 증원군이 도착했다. 1861년 초 레오나르 샤르네르 제독은 사이공 포위 공격을 분쇄시켰고, 1861년 2월 25일에 벌어진 끼호아 전투에서 베트남의 군대를 물리쳤다. 이 승리로 인해 샤르네르는 베트남 전에서 공격할 기회를 얻었고, 그는 처음에 미토를, 이어 비엔호아를 공격하기로 결정했다.

## 미토 원정
미토 원정은 프리깃 몽즈(Monge)의 선장인 부르데가 이끌었다. 몽즈 외에 그에게 배속된 다른 전함으로는 1급 포함 알라르메(Alarme)와 미트라일(Mitraille) 그리고 소즈 선장과 뒤발, 페이론, 드모디가 지휘하는 소형 포함 18번함과 31번 함이었다. 이 전단은 200명의 프랑스 해군 상륙군과 30명의 스페인 군 그리고 1문의 산악 구포를 수송했다.
부르데(Bourdais)는 프랑스군을 이끌고 아로요 드 라 포스테(Arroyo de la Poste)로 알려진 수로를 따라 북쪽에서 미토로 진격하라는 명령을 받았다. 4월 1일과 2일 그는 강 어귀에서 포격을 가하여 두 개의 포대를 점령하고, 베트남군이 접근을 막기 위해 세운 일련의 방책들을 파괴하기 위해 계속 나아갔다.
4월 4일, 탐험대는 사이공에서 증원군을 받았다. 200명의 치중대, 100명의 선원, 2개의 해병대 보병, 2문의 40밀리미터 산포, 2문의 박격포를 장비하고 있었다. 이들 증원군은 통보선 에코(Echo)를 타고 도착했다. 이제 차너의 보좌관인 르 끌리오 퀼리오(Le Couriault du Quilio) 선장이 참모장으로서 프리깃 알리제 드 몽티뉴(Allizé de Montignicourt)의 도움을 받았다. 100명의 선원에 대한 추가 증원은 4월 6일, 프리깃 데보(Desvaux)의 지휘 아래 도착했다.
4월 6일에서 11일 사이에 르 끌리오 뒤 퀼리오의 원정대는 여러 차례의 베트남의 저항에 맞서며 아로요 드 라 포스테를 따라 전진했다.
4월 8일, 원정대는 3척의 포함(노스 16, 20, 22호)으로 보강되었는데, 각각 구게르(Gougeard), 베히크(Béhic), 살몬(Salmon) 선장이 지휘했다.
4월 9일 저녁, 베트남군은 프랑스 포함을 향해 두 척의 소방선을 전개시켰다. 주클라(Joucla) 선장과 베스나르(Besnard) 선장은 두 배를 모두 견인하여 지류 수로에 좌초시켰는데, 그곳에서 그 배들을 불살랐다.
4월 10일, 쇼포(Chaffault) 선장이 이끄는 프랑스 정찰대가 미토의 성벽으로 올라가 수비병들과 교전을 주고받은 뒤 보고서를 작성하기 위해 돌아왔다. 르 끌리오 뒤 퀼리오가 300명의 군인과 선원을 태운 몇 개의 슬루프를 끌고 포구로 앞으로 밀고 나갔다. 원조 원정대장 부르데(Bourdais) 선장이 이끄는 군함 18호(지도 참조)는 함께 5호와 함께 요새 공격을 주도했으나 1차 교전에서 대포탄에 맞아 숨졌다. 프랑스 포함들은 이내 요새의 사격을 격파했고, 그 수비병들은 공격을 당하기도 전에 포격을 포기했다. 프랑스군에 의해 부르데 요새로 개칭된 이 요새의 포로는 미토로 가는 길을 열었다.
4월 11일 원정대는 미토를 폐쇄하고, 다음날 마을을 습격할 준비를 했다. 이 경우 공격은 불필요했다. 프랑수아 빠즈(François Page) 제독이 지휘하는 군함 한 척이 4월 12일, 바다로 미토를 공격하기 위해 메콩강을 거슬러 올라가기 위해 파견되었다. 미토는 같은 날 포격도 없이 프랑스군에게 점령당했다.

## 전기
- Taboulet, G., La geste française en Indochine (Paris, 1956)
- Thomazi, A., La conquête de l'Indochine (Paris, 1934)
- Thomazi, A., Histoire militaire de l'Indochine française (Hanoi, 1931)